# ویرژینی اریو
ویرژینی اریو (فرانسوی: Virginie Hériot‎؛ ۲۶ ژوئیه ۱۸۹۰ – ۲۸ اوت ۱۹۳۲ (aged 42)) ورزشکار Sailing اهل فرانسه بود.
وی همچنین برندهٔ جوایزی همچون لژیون دونور (شوالیه) شده‌است.
وی در مسابقات کشوری و بین‌المللی در مجموع برندهٔ ۱ مدال طلا شده‌است.